# Fotino (estratego)

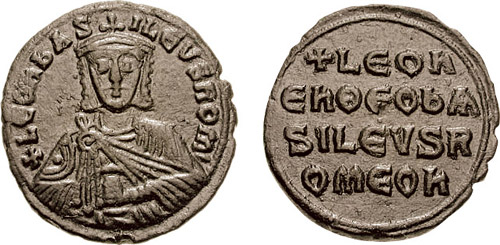
Fólis de r.

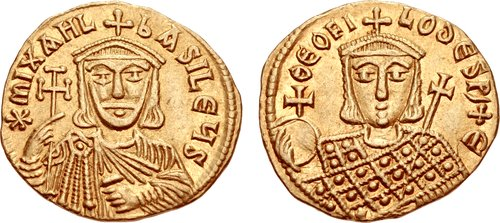
Soldo de r. e seu filho Teófilo

Fotino (em grego: Φωτεινός; romaniz.: Photeinós) foi um comandante militar e governador bizantino do século IX, ativo nos anos 820, durante o reinado do imperador Miguel II, o Amoriano (r. 820–829). Um estratego do Tema Anatólico, foi nomeado pelo imperador como comandante da expedição de reconquista da ilha de Creta, porém fracassou. Mais adiante, foi nomeado como comandante de outra expedição, agora na Sicília, contra o turmarca rebelde Eufêmio.

## História
Fotino é mencionado pela primeira vez após a conquista muçulmana de Creta em meados de 820. Nada se sabe sobre ele antes disso e seu parentesco também é desconhecido, exceto que foi bisavô de Zoé Carbonopsina (r. 906–912), a quarta esposa do imperador Leão VI, o Sábio (r. 886–912). Pelo tempo de sua menção, Fotino era um governador militar (estratego) do Tema Anatólico e  foi-lhe confiado pelo imperador Miguel II, o Amoriano (r. 820–829) a reconquista da ilha. Após seu pedido, ele foi depois reforçado com tropas sob o protoespatário Damião. Ambos foram derrotados pelos árabes, contudo: Damião caiu, e Fotino mal foi capaz de escapar com vida.
Apesar de seu fracasso, foi logo confiado com outra missão importante, sendo enviado à Sicília como seu estratego para conter a rebelião e deserção do turmarca local Eufêmio ao Emirado Aglábida da Ifríquia. Ele foi provavelmente o sucessor do estratego Constantino Sudas, que Eufêmio tinha matado, mas alguns estudiosos equiparam os dois homens. O historiador grego Christos Makrypoulias, por outro lado, estima que é muito improvável, e que pode ter sido nomeado estratego na Sicília antes da expedição à Creta. Nada se sabe sobre ele após sua partida para a ilha.